# Isidoro Diéguez Dueñas
Isidoro Diéguez Dueñas (Puertollano, 19 de gener de 1909 - Madrid, 21 de gener de 1942) va ser un polític comunista espanyol que va participar en la Junta de Defensa de Madrid com a Conseller suplent durant la Guerra Civil.
Membre del Comitè Provincial de Madrid del Partit Comunista (PCE) des de 1936, va ser un membre actiu en els fronts on es va desenvolupar la defensa de Madrid enfront de l'avanç de les tropes del bàndol nacional. Va arribar a ser membre del Comitè Central del PCE. Cap al final de la guerra va fugir de Madrid camí de València, per acabar creuant amb vaixell a França. Després d'un periple que el va portar per la unió Soviètica i Estats Units, va acabar a Mèxic. Des d'allí el Partit Comunista li va ordenar retornar a Espanya per participar en la reconstrucció interna de la formació. Va sortir de Mèxic destí Lisboa, arribant a Portugal en l'estiu de 1941, en plena Segona Guerra Mundial. Juntament amb altres dirigents comunistes espanyols, va ser detingut per les autoritats de la dictadura portuguesa i lliurat a les autoritats espanyoles amb Jesús Larrañaga Churruca, Manuel Asarta Imaz, Joaquín Valverde, Jaume Girabau, Jesús Gago, Francisco Barreiro Barciela i Eladio Rodríguez González. Després de passar per la presó de Porlier a Madrid, va ser jutjat per un Consell de guerra i condemnat a mort per adhesió a la rebel·lió i activitats contra la Llei de Seguretat de l'Estat, juntament amb sis detinguts més, que foren afusellats als voltants del Cementiri de l'Est l'endemà passat del judici.